# Vincenzo Torriani
Vincenzo Torriani (Novate Milanese, 17 de septiembre de 1919 - Milán, 24 de abril de 1996) fue un dirigente deportivo italiano.
Comenzó a trabajar con Armando Cougnet en la organización del Giro de Italia en 1946, y en 1949 se convirtió en el director único (patron). En 1989 se vio obligado, por motivos de salud, a delegar gran parte del trabajo operativo de Carmine Castellano, quién le sucedió en el cargo en 1993. Fue el primer presidente de la Asociación organizadores carreras de bicicletas, cargo que ocupó desde 1966.
En los años sesenta, promovió la inclusión del Muro di Sormano en el Giro de Lombardía y del "Poggio" en el final de la Milán-San Remo.